# Díada (filosofia)
Díada é um título usado pelos pitagóricos para o número dois, que representa o princípio de "duplicidade" ou "alteridade".
Numênio de Apameia disse que Pitágoras deu o nome  Mônada a Deus, e o nome Díada à matériaAristóteles argumenta que as Formas são o princípio de todas as coisas e o números os princípios das Forma. Contudo Platão dizia que a Mônada e a díada eram os princípios dos números.